# اینقدر خوشحالم که می‌تونم بمیرم
«اینقدر خوشحالم که می‌تونم بمیرم» (به انگلیسی: So Happy I Could Die) ترانه‌ای از هنرمند اهل ایالات متحده آمریکا لیدی گاگا است. این ترانه در آلبوم هیولای شهرت قرار داشت.

## دست‌اندرکاران و اشخاص
نام‌های دست‌اندرکاران از نوشته‌های درون جلد آلبوم هیولای شهرت گرفته شده است.
- لیدی گاگا: خواننده، ترانه‌سرا، تهیه‌کننده، کیبورد، صدای پس‌زمینه، تنظیم
- نادر خیاط (ردوان): ترانه‌سرا، تهیه‌کننده، برنامه‌نویسی، کیبورد، تنظیم، مهندسی صدا
- نیکولاس دِرستی (اسپیس کاوبوی): ترانه‌سرا، تهیه‌کننده، برنامه‌نویسی، کیبورد
- جانی سِورین: ویرایش صدا، مهندسی صدا
- ویو راسل: مهندسی صدا
- مایک اورتون: میکس صدا